# Anastazy
Anastazy – imię męskie pochodzenia greckiego. Wywodzi się od słowa oznaczającego „wskrzeszenie”, „zmartwychwstanie”. Jego żeńskim odpowiednikiem jest Anastazja.
Anastazy imieniny obchodzi 11 stycznia, 22 stycznia, 21 kwietnia, 27 kwietnia, 20 maja, 30 maja, 11 czerwca, 14 czerwca, 17 sierpnia, 21 sierpnia, 16 października, 5 grudnia, 19 grudnia i 21 grudnia.
Znane osoby noszące to imię;
Święci
- papież Anastazy I (zm. 401) – święty,
- Anastazy Pers (zm. 628) – święty Kościoła katolickiego i prawosławnego,
- Anastazy z Synaju (VII w.) – opat klasztoru św. Katarzyny na Synaju,
- Anastazy z Mony-Saint-Michel, Anastazy z Cluny (XI wiek) – opat, święty katolicki.

Pozostałe osoby
- Anastazy II, papież
- Anastazy III, papież
- Anastazy IV, papież
- Anastazy, antypapież
- Anastazy, arcybiskup Tirany i całej Albanii – zwierzchnik Albańskiego Kościoła Prawosławnego
- Anastazy Cywiński
- Anastazy Hirschel
- Anastazy Pankiewicz
- Anastazy Panu (1810–1867) – kajmakam Mołdawii
- Anastazy Rutkowski
- Anastazy Antoni Sielawa

Zobacz też
- Anastazew
- Besse-et-Saint-Anastaise